# Schlafsucht
Schlafsucht oder Hypersomnie ist eines der Leitsymptome verschiedener Krankheiten in der Schlafmedizin und tritt in Gestalt von Tagesschläfrigkeit auf. Darunter ist eine Reduktion der zentralnervösen Aktivierung (Wachheit, Daueraufmerksamkeit) und Einschlafdrang zu verstehen. Als Folge des nicht erholsamen Schlafes führt Tagesschläfrigkeit in monotonen Situationen mit kurzer Latenz zum Einschlafen.
Mit dem anderen Leitsymptom, der Insomnie, sind hingegen Ein- und Durchschlafstörungen gemeint.
Das alte Einteilungsschema für Erkrankungen in die beiden Kategorien Hypersomnie gegenüber Insomnie (auch Agrypnie, Hyposomnie oder Schlafstörung genannt) ist nach neuerer schlafmedizinischer Sicht überholt. Einerseits gibt es keine wissenschaftlich exakte Quantifizierung für eine notwendige Schlafmenge, andererseits gibt es nosologische Krankheitsentitäten, die sowohl als Hypersomnie als auch als Insomnie in Erscheinung treten und sekundäre Schlafstörungen, bei denen nebeneinander Hypersomnie, Insomnie, Parasomnien und schlafbezogene Atmungsstörungen auftreten können. So kommt es bei der Narkolepsie, einer klassisch als Hypersomnie gesehenen Erkrankung, ganz überwiegend auch zu Durchschlafstörungen. Historisch bedingt finden sich die Begriffe Hypersomnie und Insomnie in der Literatur und in den Klassifikationssystemen auch im Sinne einer Einteilung von Erkrankungen und sind bei einzelnen Erkrankungen wie der „Idiopathischen Hypersomnie“ sogar Bestandteil des Namens. Der Begriff „Schlafstörung“ wird überdies sowohl synonym für Insomnie als auch als Oberbegriff für alle schlafmedizinischen Diagnosen, auch Hypersomnien, verwendet.

## Hauptbefunde und Ursachen
Gemeinsamkeit der hypersomnischen Erkrankungen ist die bei den Patienten andauernd bestehende Tagesschläfrigkeit. Die Ursachen sind recht unterschiedlich, können organisch und nicht-organisch sein, genetische und erbliche Faktoren beinhalten und auch im Zusammenhang zu anderen Erkrankungen stehen.

## Einteilung der Hypersomnien
Zur Einteilung der Schlafstörungen und damit auch der Hypersomnien liegen inzwischen verschiedene Klassifikationssysteme vor:
- ICSD-2 (International Classification of Sleep Disorders, American Academy of Sleep Medicine)
- ICD-10 (International Classification of Disorders, WHO)
- DSM-5 (Diagnostic and Statistical Manual of Mental Disorders, American Psychiatric Association)

Die Inhalte spiegeln die Entwicklung seit dem ersten Klassifikationssystem für schlafmedizinische Diagnosen wider, das unter dem Titel „Diagnostic Classification of Sleep and Arousal Disorders“ im Jahr 1979 erschien. Die Einteilung der Schlafstörungen in dieser Veröffentlichung erfolgte in vier Abschnitte. Damals wurde nach Störungen bei der Einleitung und der Aufrechterhaltung des Schlafes (Insomnien), Störungen mit übermäßiger Schläfrigkeit, gestörtem Schlaf-Wach-Rhythmus und Parasomnien unterschieden.

### Klassifikation nach ICSD-2
In der Schlafmedizin werden nach dem Klassifikationssystem für Schlafstörungen „International Classification of Sleep Disorders“ (ICSD-2) aus dem Jahr 2005 verschiedene Formen der Hypersomnien zentralnervösen Ursprungs unterschieden, die ihre Ursache nicht in zirkadianen Schlaf-Wach-Rhythmusstörungen, schlafbezogenen Atmungsstörungen oder einem anderen Grund für gestörten Nachtschlaf haben:
- Narkolepsie in den unterschiedlichen Formen mit und ohne Kataplexie (ICD-10-Code G47.4),
- Rezidivierende Hypersomnie in der Form Kleine-Levin-Syndrom und als „Menstruationsbezogene Hypersomnie“ (ICD-10-Code G47.8),
- Idiopathische Hypersomnie in unterschiedlichen Formen  (ICD-10-Code G47.1/F51.1),
- Verhaltensinduziertes Schlafmangelsyndrom (ICD-10-Code F51.8),

sowie
- Hypersomnie durch körperliche Erkrankung, Medikamente, Drogen oder Substanzen (ICD-10-Code G47.1+Grunderkrankung),
- Nicht näher bezeichnete unspezifische nichtorganische Hypersomnie (ICD-10-Code Code F51.9) und
- Nicht näher bezeichnete unspezifische organische Hypersomnie (ICD-10-Code Code G47.1).

### Klassifikation nach ICD-10
Nach ICD-10 werden Schlafstörungen je nach vermuteter Ursache (psychogen versus organisch) klassifiziert unter anderem unter
- F51 Nichtorganische Schlafstörungen im Kapitel Psychische und Verhaltensstörungen und
- G47 (organische) Schlafstörungen im Kapitel Krankheiten des Nervensystems.

Hypersomnie wird dabei ausdrücklich erwähnt bei
- Nichtorganischer Hypersomnie (F51.1),
- Nichtorganischen Störungen des Schlaf-Wach-Rhythmus, die zu Klagen über Schlaflosigkeit und Hypersomnie führen (F51.2) und
- Krankhaft gesteigertem Schlafbedürfnis – Hypersomnie (G47.1)

und ist bei den klassischen hypersomnischen Erkrankungen wie
- Narkolepsie und Kataplexie (G47.4) und
- Sonstigen Schlafstörungen – Kleine-Levin-Syndrom (G47.8)

enthalten.

### Klassifikation nach DSM-IV
Die Einteilung von Schlafstörungen nach DSM-IV erfolgt in die Kategorien „Primäre Schlafstörungen“, „Schlafstörungen im Rahmen einer psychiatrischen Erkrankung“ und „Andere Schlafstörungen“.
Bei den hypersomnischen Erkrankungen zählen
- zu den „Primären Schlafstörungen“ die „Primäre Hypersomnie“ (307.44) und die Narkolepsie (347),
- zu den „Schlafstörungen im Rahmen einer psychiatrischen Erkrankung“ die „Hypersomnie im Rahmen einer Achse-I/II-Störung“ (307.44) und
- zu den „Anderen Schlafstörungen“ die „Hypersomnie im Rahmen einer organischen Erkrankung“ (780.54).

## Schweregrad der Hypersomnie
Die Leitlinie „Nicht erholsamer Schlaf/Schlafstörungen“ enthält eine aus der ICSD-R übernommene Tabelle für die Einteilung einer hypersomnischen Erkrankung in Schweregrade. Die Bewertung des Schweregrades der Hypersomnie über die Stufen „leicht“, „mittel“ und „schwer“ berücksichtigt als Kriterien die Häufigkeit unfreiwilliger Einschlafepisoden, die Bedingungen, unter denen diese auftreten und die soziale und berufliche Beeinträchtigung.
„Leicht“ ist danach eine Hypersomnie, bei der nicht täglich vorkommende, unfreiwillige Einschlafepisoden in entspannten und eher monotonen Situationen wie beim Fernsehen, beim Lesen oder als Beifahrer mit einer geringen sozialen und beruflichen Beeinträchtigung verbunden sind.
„Mittel“ ist danach eine Hypersomnie, bei der täglich vorkommende, unfreiwillige Einschlafepisoden auch bei leichter körperlicher
Betätigung und dem Willen, wach zu bleiben in Situationen wie als Zuschauer im Kino oder Theater auftreten und mit einer mäßigen sozialen und beruflichen Beeinträchtigung verbunden sind.
„Schwer“ ist danach eine Hypersomnie, bei der täglich vorkommende, unfreiwillige Einschlafepisoden auch bei körperlicher Betätigung und in Situationen wie beim Essen, im (persönlichen) Gespräch, beim Autofahren oder beim Arbeiten auftreten und mit schweren sozialen und beruflichen Beeinträchtigungen verbunden sind.